# Llista dels personatges d'Els jocs de la fam
Aquest article és una recopilació de personatges de la Trilogia d'Els jocs de la fam amb les seves característiques físiques i psicològiques, així com les seves intervencions i accions en el transcurs de les tres novel·les de ciència-ficció creades per Suzanne Collins.

## Personatges principals
ATENCIÓ SPOILERS!!!

### Katniss Everdeen
Katniss Everdeen és la protagonista i narradora de les novel·les. Viu amb la seva mare i la seva germana a la Costura, al Districte 12 de Panem. El Districte 12 és miner, i proveeix de carbó al Capitoli.
La seva aparença física és la típica de la Costura: cabell negre, pell oliva i ulls grisos.
El seu pare va morir d'una explosió minera quan ella tenia 11 anys. La seva mare va caure en una depressió, i per mantenir la seva família alimentada, Katniss va començar a caçar als boscos on va conèixer el seu amic Gale Hawthorne.
Durant la Sega dels Jocs de la Fam, Prim és seleccionada com a Tribut Femení, però Katniss es presenta voluntària per substituir-la. Així és com Katniss esdevé el Tribut femení del districte 12 en els Setanta-quatre Jocs de la Fam.
Durant la desfilada de presentació dels Tributs al Capitoli, Katniss llueix un vestit en flames creat pel seu estilista, Cinna. Aquest vestit li dona el sobrenom de la “Noia en Flames”, sobrenom que s'utilitza sovint durant tota la trilogia.
Abans de començar els Jocs, Peeta fa públic en l'entrevista personal el seu amor per Katniss. Ella assumeix que és una estratègia per guanyar-se la simpatia dels patrocinadors. Cap a la meitat dels Jocs, s'introdueix una nova norma que permetria sobreviure a dos Tributs sempre hi quan fossin del mateix districte. Quan només queden Katniss i Peeta vius, la norma és revocada. Llavors Katniss treu les baies verinoses que guardava, les ensenyen i se les fiquen a la boca. D'aquesta manera aconsegueixen que ambdós siguin declarats com a guanyadors. Aquesta acció converteix a Katniss en un símbol de revolta als Districtes de Panem.
En L'Ocell de la Revolta, Katniss esdevé el símbol de la revolta, "la muntagarlaire" i ajuda a combatre al Capitoli. Durant l'atac final a la mansió del President de Panem, Prim mor degut a l'explosió de bombes del Capitoli i Katniss queda traumatitzada i sense parla.
Una conversació amb el President Snow, fa que Katniss s'adoni que les bombes no varen ser llançades pel Capitoli sinó que l'atac va ser planificat per Alma Coin, Presidenta del Districte 13. Finalment, Katniss no executa a Snow, sinó que dispara la fletxa a Coin.
En l'epíleg del llibre, Katniss resideix al Districte 12, està casada amb Peeta i tenen dos fills, un nen i una nena.
L'actriu Jennifer Lawrence serà l'encarregada d'interpretar el personatge de Katniss en les pel·lícules basades en la trilogia.

### Peeta Mellark
Peeta Mellark és escollit com a tribut masculí del Districte 12. Al llibre és descrit com un noi d'ulls blaus, '“Estatura mitjana, potser una mica rabassut, cabells rossos cendrosos que li fan unes ones davant del front”
Peeta és el fill petit del forner del Districte i té un talent especial per fer el pa i glacejar els pastissos.
Katniss el descriu com un bon lluitador cos a cos. Un cop al Capitoli. Peeta també demostrà tenir habilitats comunicatives davant de les càmeres i manipulant l'audiència.
Poques vegades és de mal humor o enfadat, i en general es pren les coses a la lleugera.
Està enamorat de Katniss des dels 5 anys, quan durant el primer dia d'escola ella va cantar una cançó. Rebel·la els seus sentiment envers ella durant les entrevistes individuals del primer llibre de la trilogia.
Peeta va salvar de la inanició a Katniss, quan ella tenia onze anys, donant-li pa. Per aquesta raó ella es refereix al forner amb el sobrenom de “el noi del pa”
Durant el sorteig de l'Extinció Especial, es presenta voluntari per substituir a Haymitch i així protegir a Katniss. Amb aquesta mateixa finalitat menteix durant les entrevistes personals als Tributs dient que Katniss està embarassada.
Després de la destrucció del camp de força de l'arena durant l'Extinció Especial, és capturat pel Capitoli i torturat fins que aconsegueixen alliberar-lo i portar-lo al Districte 13. Un cop al Districte 13 intenta assassinar Katniss i llavors descobreixen que “el Capitoli l'havia estat sotmetent a una tècnica de tortura més aviat infreqüent i que s'anomena «segrest aeri»”.
Peeta és enviat per Coin a l'esquadró de Katniss durant l'assalt final al Capitoli, on ha de lluitar contra els seus records i traumes. Per aquest motiu insistix a romandre emmanillat i així evitar que algú surti ferit.
A l'epíleg Peeta viu al Districte 12, està casat amb Katniss i tenen dos fills.
L'actor Josh Hutcherson serà l'encarregat d'interpretar Peeta a la versió cinematogràfica de la trilogia.

### Haymitch Abernathy
És un home que va guanyar els Jocs de la Fam a la cinquantena edició. És el mentor de la Katniss i del Peeta.

### Gale Hawthorne
En Gale té 18 anys, el cabell negre, els ulls grisos i la pell oliva. El seu pare va morir a la mateixa explosió que el de Katniss i és el millor amic de Katniss i el seu company de cacera. Quan cacen plegats complementen els seus talents: Katniss l'arc i Gale la creació de trampes. Són eficients caçant i recol·lectant, i venen o intercanvien les seves adquisicions al mercat negre de la Ferradura.
La família de Gale es compon per la seva mare i tres germans petits: Rory, Vick i Posy.
Gale no accepta l'autoritat del Capitoli i al primer llibre suggereix a Katniss que escapin del Districte i visquin als boscos. Està enamorat de Katniss i li fa un petó al segon llibre de la trilogia.
A En Flames, Gale és sorprès pels Pacificadors amb un faisà caçat al bosc, és flagel·lat públicament i queda malferit. No obstant, la mare de Katniss el cura i es recupera de les ferides.
Al final d'En Flames, ajuda als supervivents del Districte 12 a fugir al bosc després dels atacs del Capitoli.
A l'últim llibre de la trilogia, Gale viu al Districte 13 amb la resta de supervivents del 12. Al Districte 13 ajuda a Beetee en la creació de bombes i també pertany a l'esquadró de Katniss que s'introdueix al Capitoli per acabar amb Snow.
Al final de L'Ocell de la Revolta, viu i treballa al Districte 2
El personatge de Gale és interpretat per Liam Hemsworth a la saga cinematogràfica.

### Primrose Everdeen
Primrose (Prim) Everdeen és la germana petita de Katniss. Té 12 anys durant la primera novel·la i 13 durant les altres dues. Té els cabells rossos i ulls blaus com la seva mare.
El seu nom surt en el sorteig de la Sega dels 74 Jocs de la Fam, però Katniss s'ofereix voluntària per substituir-la. Prim fa prometre a Katniss que farà tot el possible per guanyar els Jocs, promesa que fa que katniss lluiti per sobreviure.
Prim és atenta, dolça i delicada, malgrat tot el que ha patit en la seva curta vida. Com la seva mare, és una curadora experta i al Districte 13 és formada per esdevenir metgessa.
A la primera novel·la de la trilogia Katniss manifesta que Prim “és l'única persona d'aquest món que estic segura que estimo”.
ATENCIÓ SPOILER.
A En Flames i L'Ocell de la Revolta, Katniss percep els canvis en la personalitat de Prim, tornant-se aquesta una persona més madura.
Al final de L'Ocell de la Revolta, Prim és enviada al Capitoli per assistir els ferits de l'atac a la mansió de l'Snow. Durant la batalla, Prim mor a causa de l'explosió de bombes.
Willow Shields serà l'encarregada d'interpretar el personatge de Prim a la pel·lícula.

### President Coriolà Snow
Coriolà Snow (Coriolanus Snow en la versió anglesa) és el president que governa de manera autocràtica Panem. La seva aparença tranquil·la amaga en realitat una ment sàdica.
La seva primer aparició és al final del primer llibre, quan corona com a vencedors a Katniss i Peeta. Tot i així, no és fins a En Flames que parla directament amb Katniss expressant-li el seu enuig pel fet que l'intent de suïcidi a l'arena ha estat pres com un acte de rebel·lia en diversos districtes de Panem que comencen a alçar-se contra el govern.
Katniss és massa coneguda per ésser assassinada, per aquesta raó Snow l'amenaça de mort la seva família i en Gale, llevat que ella sigui capaç de convèncer els districtes que el seu acte va ser per amor, i no per un desig de desafiament envers el Capitoli.
El President Snow té els llavis molt inflats i el seu alè desprèn olor de sang i roses.
A l'Ocell de la Revolta es descobreix que l'olor de sang és deguda a les lesions que un verí va provocar-li a la boca. Segons el llibre, Snow va prendre el verí perquè la seva víctima no sospités d'ell, i tot i que va prendre l'antídot, no se li van curar les nafres de la boca. L'olor de roses està justificada pel fet que sempre du una rosa blanca a la solapa per camuflar l'olor de sang.
A l'Ocell de la Revolta, Finnick Odair explica que el President també obligava els tributs vencedors a prostituir-se amb els ciutadans rics del Capitoli, amenaçant de mort les seves famílies i éssers estimats.
Snow afirma que només mata amb un propòsit, i promet a Katniss que sempre li dirà la veritat.
Ell mor al final de L'Ocell de la Revolta, ofegant-se amb la seva pròpia sang, però també s'especula que va morir trepitjat per la multitud en la situació de pànic que va provocar l'assassinat de la Presidenta Coin.
Donald Sutherland interpretarà al President Snow a la versió cinematogràfica.

## Tributs per districtes

### Districte 1
Marvel 
Glimmer
Gloss
Cashmere

### Districte 2
Cato
Clove 
Brutus
Enobaria

### Districte 3
Tribut femení (74 Jocs de la Fam)
Tribut masculí (74 Jocs de la Fam)
Beetee
Wiress

### Districte 4
Tribut femení (74 Jocs de la Fam)
Tribut masculí (74 Jocs de la Fam)
Finnick Odair
Mags
Annie Cresta

### Districte 5
Caradeguineu(74 Jocs de la Fam)
Tribut masculí (74 Jocs de la Fam)
Tribut femení (Extinció Especial)
Tribut masculí (Extinció Especial)

### Districte 11
- Rue: és una noia que és més o menys de l'edat de la Prim i que segons la Katniss són molt semblants. Es fa aliada le la Katniss als 74é Jocs de la Fam. Mor amb una llança quan estava portant a terme un pla amb la Katniss. La Katniss en forma d'estar en contra de Capitoli, rodeja el seu cadàver amb flors, cosa que fa que comenci la revolta al districte 11.

- Tresh: noi forçut. Sobreviu dels últims als 74 Jocs de la fam. En Cato(tribut Districte 2) el mata.

## Altres personatges

### Districte 12
Madge (filla de l'alcalde i amiga de la Katniss)
Darius (pacificador del 12 i àvox al servei de la Katniss)

### Capitoli
Cinna (estilista de la Katniss)
Octavia(estilista de la Katniss, segons la Katniss, després de la guerra del capitoli i veure totes les seves cremades; que no té remei)
Flavius(estilista)
Effie Trinket (escolta de la Katniss)

### Districte 13
- Coin
-Bogss comandant esquadro 451
- Leeg 1 (esquadro 48951)
- Leeg 2(esquadro 451)
- Jackson(esquadro 451)
- Homes(esquadro 451)
- Mitchell(esquadro 451)

### Mutacions
- Mutants de l'arena dels 784 dels jocs de la fam
- Muntagarlaires
- Abelles del sagrest aeri